# Bezau
Bezau és un municipi al Bregenzerwald que forma part del districte de Bregenz a l'estat austríac de Vorarlberg. El 2021 tenia 2.031 habitants. Bezau és una destinació turística popular durant tot l'any, per la seva proximitat a les estacions d'esquí i les rutes de senderisme. La seva pintoresca església va ser construïda el 1906 i està dedicada a Sant Jodok. Una altra atracció és el museu d'història local (Heimatmuseum), que s'allotja en una casa de fusta tradicional.